# Gerhard Munthe (bibliotekarie)
Gerhard Frantz Wilhelm Munthe, född den 28 april 1919 i Kristiania, död där den 5 oktober 1997, var en norsk bibliotekarie, son till Wilhelm Munthe och bror till Preben Munthe.
Han blev universitetsbibliotekarie vid Universitetsbiblioteket i Bergen 1947, chefsbibliotekarie vid Det Kongelige Norske Videnskabers Selskap 1964, och överbibliotekarie vid Universitetsbiblioteket i Oslo 1970, och var riksbibliotekarie mellan 1975 och 1986.